# Élections départementales de 2021 dans la Marne
Les élections départementales dans la Marne ont lieu les 20 et 27 juin 2021.

## Contexte départemental

### Précédentes élections
La Marne est considéré comme un bastion de la droite.
Lors élections départementales de 2015, la droite conserve sa majorité au sein du conseil départemental de la Marne : elle remporte 34 sièges (18 pour l'UMP, 8 pour l'UDI et 8 divers droite) contre 10 pour la gauche (dont 8 socialistes) et 2 pour le Front national. Le 2 avril 2015, René-Paul Savary, est réélu président du conseil départemental, soutenu par l'ensemble des élus de droite.
En octobre 2017, touché par la loi contre le cumul des mandats, René-Paul Savary choisit de conserver son siège de sénateur et quitte la présidence du conseil départemental. Christian Bruyen, maire de Dormans et premier vice-président du conseil départemental, lui succède.

### Assemblée départementale sortante
Avant les élections, le conseil départemental de la Marne est présidé par Christian Bruyen (DVD). Il comprend 46 conseillers départementaux issus des 23 cantons de Marne.
| Assemblée départementale sortante    | Assemblée départementale sortante | Assemblée départementale sortante | Assemblée départementale sortante | Assemblée départementale sortante |
| ------------------------------------ | --------------------------------- | --------------------------------- | --------------------------------- | --------------------------------- |
| Président du conseil départemental   |                                   |                                   |                                   |                                   |
| Christian Bruyen (DVD)               |                                   |                                   |                                   |                                   |
| Parti                                | Sigle                             | Sigle                             | Élus                              | Groupes                           |
| Majorité (34 sièges)                 |                                   |                                   |                                   |                                   |
| Les Républicains                     |                                   | LR                                | 22                                | Ensemble pour la Marne            |
| Union des démocrates et indépendants |                                   | UDI                               | 8                                 | Ensemble pour la Marne            |
| Divers droite                        |                                   | DVD                               | 3                                 | Ensemble pour la Marne            |
| Les Centristes                       |                                   | LC                                | 1                                 | Ensemble pour la Marne            |
| Opposition (12 sièges)               |                                   |                                   |                                   |                                   |
| Parti socialiste                     |                                   | PS                                | 6                                 | La Marne demain                   |
| Divers gauche                        |                                   | DVG                               | 2                                 | La Marne demain                   |
| Europe Écologie Les Verts            |                                   | EÉLV                              | 1                                 | La Marne demain                   |
| Gauche républicaine et socialiste    |                                   | GRS                               | 1                                 | La Marne demain                   |
| Rassemblement national               |                                   | RN                                | 2                                 | Non-inscrits                      |

### Campagne départementale
En 2021, 80 binômes sont candidats aux élections départementales dans les 23 cantons de la Marne.
Christian Bruyen est candidat à sa réélection à la tête du département,. Proche de Xavier Bertrand,, le président du conseil départemental n'est plus membre du parti Les Républicains. Il mène cependant une coalition de la droite et du centre, « Ensemble pour la Marne », qui présente des candidats dans tous les cantons,. Ses candidats sont parfois concurrencés par d'autres binômes de droite.
Dans 20 cantons, la gauche présente des candidats communs sous la bannière « Le Printemps marnais ». Cette coalition comprend notamment Europe Écologie Les Verts, Génération.s, La France insoumise, le Parti communiste français et le Parti socialiste. Néanmoins, dans six cantons urbains, des binômes de gauche affrontent ceux du « Printemps marnais » ; parmi ces cantons, quatre sont actuellement détenus par la gauche (Châlons-1, Épernay-1, Reims-2 et Reims-3).
Le Rassemblement national, qui détient jusqu'alors un seul canton (Vitry-le-François), est présent dans 20 cantons. Enfin, le parti présidentiel La République en marche ne présente aucun binôme, même s'il compte deux candidats dans le département.

## Système électoral
Les élections ont lieu au scrutin majoritaire binominal à deux tours. Le système est paritaire : les candidatures sont présentées sous la forme d'un binôme composé d'une femme et d'un homme avec leurs suppléants (une femme et un homme également).
Pour être élu au premier tour, un binôme doit obtenir la majorité absolue des suffrages exprimés et un nombre de suffrages au moins égal à 25 % des électeurs inscrits. Si aucun binôme n'est élu au premier tour, seuls peuvent se présenter au second tour les binômes qui ont obtenu un nombre de suffrages au moins égal à 12,5 % des électeurs inscrits, sans possibilité pour les binômes de fusionner. Est élu au second tour le binôme qui obtient le plus grand nombre de voix.

## Résultats à l'échelle du département

### Résultats par nuances
Les nuances utilisées par le ministère de l'Intérieur ne tiennent pas compte des alliances locales.
| Binômes                  | Binômes                              | Binômes                  | Premier tour | Premier tour | Premier tour | Second tour | Second tour   | Second tour | Total | +/-           |  |
| Binômes                  | Binômes                              | Binômes                  | Voix         | %            | Sièges       | Voix        | %             | Sièges      | Total | +/-           |  |
| ------------------------ | ------------------------------------ | ------------------------ | ------------ | ------------ | ------------ | ----------- | ------------- | ----------- | ----- | ------------- |  |
|                          | Rassemblement national               | RN                       | 24 435       | 23,74        | 0            | 20 344      | 19,93         | 0           | 0     | 2             |  |
|                          | Union au centre et à droite          | UCD                      | 24 404       | 23,71        | 0            | 32 681      | 32,02         | 20          | 20    | Nv.           |  |
|                          | Divers droite                        | DVD                      | 19 254       | 18,71        | 0            | 21 187      | 20,76         | 12          | 12    | 10            |  |
|                          | Les Républicains                     | LR                       | 7 519        | 7,31         | 0            | 10 326      | 10,12         | 6           | 6     | 14            |  |
|                          | Union à gauche                       | UG                       | 4 897        | 4,76         | 0            | 2 529       | 2,48          | 0           | 0     | Nv.           |  |
|                          | Union à gauche avec des écologistes  | UGE                      | 4 636        | 4,50         | 0            | 5 673       | 5,56          | 2           | 2     | Nv.           |  |
|                          | Divers                               | DIV                      | 3 757        | 3,65         | 0            | 2 290       | 2,24          | 2           | 2     | 2             |  |
|                          | Union au centre et à gauche          | UCG                      | 1 472        | 1,43         | 0            | 2 189       | 2,14          | 0           | 0     | Nv.           |  |
|                          | Union des démocrates et indépendants | UDI                      | 1 311        | 1,27         | 0            | 1 987       | 1,95          | 2           | 2     | 2             |  |
|                          | Union à droite                       | UD                       | 737          | 0,72         | 0            | 1 555       | 1,52          | 2           | 2     | 6             |  |
|                          | Parti communiste français            | COM                      | 5 083        | 4,94         | 0            |             |               |             | 0     | en stagnation |  |
|                          | Divers gauche                        | DVG                      | 3 548        | 3,45         | 0            | 0           | en stagnation |             |       |               |  |
|                          | Écologiste                           | ECO                      | 1 044        | 1,01         | 0            | 0           | en stagnation |             |       |               |  |
|                          | Union au centre                      | UC                       | 594          | 0,58         | 0            | 0           | Nv.           |             |       |               |  |
|                          | Parti socialiste                     | SOC                      | 233          | 0,23         | 0            | 0           | 10            |             |       |               |  |
|                          |                                      |                          |              |              |              |             |               |             |       |               |  |
| Suffrages exprimés       | Suffrages exprimés                   | Suffrages exprimés       | 102 924      | 95,39        |              | 102 067     | 92,78         |             |       |               |  |
| Votes blancs             | Votes blancs                         | Votes blancs             | 3 378        | 3,13         | 5 645        | 5,13        |               |             |       |               |  |
| Votes nuls               | Votes nuls                           | Votes nuls               | 1 601        | 1,48         | 2 293        | 2,08        |               |             |       |               |  |
| Total                    | Total                                | Total                    | 107 903      | 100          | 0            | 110 005     | 100           | 46          | 46    | en stagnation |  |
| Abstentions              | Abstentions                          | Abstentions              | 267 249      | 71,24        |              | 265 212     | 70,68         |             |       |               |  |
| Inscrits / participation | Inscrits / participation             | Inscrits / participation | 375 152      | 28,76        | 375 217      | 29,32       |               |             |       |               |  |

### Assemblée départementale élue
| Président du conseil départemental   |       |       |      |                        |
| Christian Bruyen (DVD)               |       |       |      |                        |
| Parti                                | Sigle | Sigle | Élus | Groupes                |
| Majorité (42 sièges)                 |       |       |      |                        |
| Les Républicains                     |       | LR    | 19   | Ensemble pour la Marne |
| Divers droite                        |       | DVD   | 12   | Ensemble pour la Marne |
| Union des démocrates et indépendants |       | UDI   | 6    | Ensemble pour la Marne |
| Les Centristes                       |       | LC    | 2    | Ensemble pour la Marne |
| Divers centre                        |       | DVC   | 2    | Ensemble pour la Marne |
| Écologiste                           |       | ÉCO   | 1    | Ensemble pour la Marne |
| Opposition (4 sièges)                |       |       |      |                        |
| Divers gauche                        |       | DVG   | 3    | Le Printemps marnais   |
| Parti socialiste                     |       | PS    | 1    | Le Printemps marnais   |

### Élus par canton
Au soir du 2nd tour des élections, la majorité sortante de droite se sort renforcée par la prise des cantons d'Epernay-1, de Vitry-le-François-Champagne et Der et de deux cantons rémois aux dépens de la gauche et du RN, ce dernier perdant ses seuls élus. L'opposition de gauche quant à elle se maintient dans deux cantons : Châlons-en-Champagne-1 et Reims-8.
| Canton                                | Conseiller Sortant       | Parti | Parti | Conseiller Élu          | Parti | Parti |
| ------------------------------------- | ------------------------ | ----- | ----- | ----------------------- | ----- | ----- |
| Argonne Suippe et Vesle               | Thierry Bussy            |       | LR    | Thierry Bussy           |       | LR    |
| Argonne Suippe et Vesle               | Valérie Morand           |       | DVD   | Valérie Morand          |       | DVD   |
| Bourgogne-Fresne                      | Monique Dorgueille       |       | DVD   | Monique Dorgueille      |       | DVD   |
| Bourgogne-Fresne                      | Éric Kariger             |       | LR    | Éric Kariger            |       | LR    |
| Châlons-en-Champagne-1                | Dominique Determ         |       | EÉLV  | Khira Taam              |       | DVG   |
| Châlons-en-Champagne-1                | Rudy Namur               |       | PS    | Rudy Namur              |       | PS    |
| Châlons-en-Champagne-2                | Jean-Louis Devaux        |       | LR    | Jean-Louis Devaux       |       | LR    |
| Châlons-en-Champagne-2                | Sabine Galicher          |       | LR    | Sabine Galicher         |       | LR    |
| Châlons-en-Champagne-3                | Frédérique Schulthess    |       | UDI   | Frédérique Schulthess   |       | UDI   |
| Châlons-en-Champagne-3                | Julien Valentin          |       | LR    | Julien Valentin         |       | LR    |
| Dormans-Paysages de Champagne         | Christian Bruyen         |       | DVD   | Christian Bruyen        |       | DVD   |
| Dormans-Paysages de Champagne         | Françoise Férat          |       | UDI   | Maryline Vuiblet        |       | DVC   |
| Épernay-1                             | Marie-Christine Bression |       | PS    | Jonathan Rodrigues      |       | UDI   |
| Épernay-1                             | Dominique Leveque        |       | PS    | Véronique Rondelli-Luc  |       | DVC   |
| Épernay-2                             | Benoît Moittié           |       | LR    | Benoît Moittié          |       | LR    |
| Épernay-2                             | Sophie Signolle-Gonet    |       | UDI   | Martine Boutillat       |       | DVD   |
| Fismes-Montagne de Reims              | Cécile Conreau           |       | LR    | Cécile Conreau          |       | LR    |
| Fismes-Montagne de Reims              | Philippe Salmon          |       | LR    | Philippe Salmon         |       | LR    |
| Mourmelon-Vesle et Monts de Champagne | Sylvie Gérard-Maizières  |       | DVD   | Sylvie Gérard-Maizières |       | DVD   |
| Mourmelon-Vesle et Monts de Champagne | Alphonse Schwein         |       | LR    | Alphonse Schwein        |       | LR    |
| Reims-1                               | Stéphane Lang            |       | LR    | Stéphane Lang           |       | LR    |
| Reims-1                               | Stéfana Vuibert          |       | LR    | Fanny Lévy              |       | ÉCO   |
| Reims-2                               | Hadhoum Belaredj-Tunc    |       | GRS   | Christine Franzin       |       | LR    |
| Reims-2                               | Christian Bondza         |       | PS    | Claude Gachet           |       | DVD   |
| Reims-3                               | Zara Pince               |       | PS    | Kim Duntze              |       | LR    |
| Reims-3                               | Albain Tchignoumba       |       | PS    | Charles Germain         |       | DVD   |
| Reims-4                               | Kim Duntze               |       | LR    | Juliette Sygut          |       | DVD   |
| Reims-4                               | Jean-Pierre Fortuné      |       | LR    | Jean-Pierre Fortuné     |       | LR    |
| Reims-5                               | Raphaël Blanchard        |       | LR    | Raphaël Blanchard       |       | LR    |
| Reims-5                               | Amélie Savart            |       | UDI   | Marie-Thérèse Simonet   |       | LR    |
| Reims-6                               | Mario Rossi              |       | UDI   | Mario Rossi             |       | UDI   |
| Reims-6                               | Marie Simon-Depaquy      |       | UDI   | Marie Simon-Depaquy     |       | UDI   |
| Reims-7                               | Laure Miller             |       | LR    | Laure Miller            |       | LR    |
| Reims-7                               | Vincent Verstraete       |       | UDI   | Vincent Verstraete      |       | UDI   |
| Reims-8                               | Marie-Noëlle Gabet       |       | DVG   | Marie-Noëlle Gabet      |       | DVG   |
| Reims-8                               | Jean Marx                |       | DVG   | Jean Marx               |       | DVG   |
| Reims-9                               | Marie-Thérèse Picot      |       | LR    | Marie-Thérèse Picot     |       | LR    |
| Reims-9                               | Jean-Marc Roze           |       | DVD   | Jean-Marc Roze          |       | DVD   |
| Sermaize-les-Bains                    | Charles de Courson       |       | LC    | Charles de Courson      |       | LC    |
| Sermaize-les-Bains                    | Florence Loiselet        |       | DVD   | Florence Loiselet       |       | DVD   |
| Sézanne-Brie et Champagne             | Danielle Berat           |       | LR    | Danielle Berat          |       | LR    |
| Sézanne-Brie et Champagne             | René-Paul Savary         |       | LR    | Cyril Laurent           |       | LR    |
| Vertus-Plaine Champenoise             | Annie Coulon             |       | DVD   | Annie Coulon            |       | DVD   |
| Vertus-Plaine Champenoise             | Pascal Desautels         |       | UDI   | Pascal Desautels        |       | UDI   |
| Vitry-le-François-Champagne et Der    | Michel Beneton           |       | RN    | Brigitte Hanse          |       | DVD   |
| Vitry-le-François-Champagne et Der    | Édith Erre               |       | RN    | Sébastien Mirgodin      |       | LC    |

## Résultats par canton
Les binômes sont présentés par ordre décroissant des résultats au premier tour. En cas de victoire au second tour du binôme arrivé en deuxième place au premier, ses résultats sont indiqués en gras.

### Canton d'Argonne Suippe et Vesle
| Candidats                | Candidats                | Partis                   | Nuance                   | Premier tour | Premier tour | Deuxième tour | Deuxième tour |
| Candidats                | Candidats                | Partis                   | Nuance                   | Voix         | %            | Voix          | %             |
| ------------------------ | ------------------------ | ------------------------ | ------------------------ | ------------ | ------------ | ------------- | ------------- |
|                          | Thierry Bussy            | LR                       | DVD                      | 3 742        | 70,40        | 3 829         | 71,37         |
|                          | Valérie Morand           | DVD                      | DVD                      | 3 742        | 70,40        | 3 829         | 71,37         |
|                          | Valérie Berthelemy       | RN                       | RN                       | 1 573        | 29,60        | 1 536         | 28,63         |
|                          | Baptiste Philippo        | RN                       | RN                       | 1 573        | 29,60        | 1 536         | 28,63         |
|                          |                          |                          |                          |              |              |               |               |
| Suffrages exprimés       | Suffrages exprimés       | Suffrages exprimés       | Suffrages exprimés       | 5 315        | 92,98        | 5 365         | 93,55         |
| Votes blancs             | Votes blancs             | Votes blancs             | Votes blancs             | 250          | 4,37         | 257           | 4,48          |
| Votes nuls               | Votes nuls               | Votes nuls               | Votes nuls               | 151          | 2,64         | 113           | 1,97          |
| Total                    | Total                    | Total                    | Total                    | 5 716        | 100          | 5 735         | 100           |
| Abstention               | Abstention               | Abstention               | Abstention               | 10 876       | 65,55        | 10 866        | 65,45         |
| Inscrits / participation | Inscrits / participation | Inscrits / participation | Inscrits / participation | 16 592       | 34,45        | 16 601        | 34,55         |

### Canton de Bourgogne-Fresne
| Candidats                | Candidats                | Partis                   | Nuance                   | Premier tour | Premier tour | Second tour | Second tour |
| Candidats                | Candidats                | Partis                   | Nuance                   | Voix         | %            | Voix        | %           |
| ------------------------ | ------------------------ | ------------------------ | ------------------------ | ------------ | ------------ | ----------- | ----------- |
|                          | Monique Dorgueille       | DVD                      | DVD                      | 2 710        | 43,74        | 3 407       | 55,54       |
|                          | Éric Kariger             | LR                       | DVD                      | 2 710        | 43,74        | 3 407       | 55,54       |
|                          | Franck Laudy             | LR                       | UCD                      | 1 931        | 31,17        | 2 727       | 44,46       |
|                          | Anne-Sophie Romagny      | UDI                      | UCD                      | 1 931        | 31,17        | 2 727       | 44,46       |
|                          | Louis Dazin              | RN                       | RN                       | 1 554        | 25,08        |             |             |
|                          | Anne-Sophie Frigout      | RN                       | RN                       | 1 554        | 25,08        |             |             |
|                          |                          |                          |                          |              |              |             |             |
| Suffrages exprimés       | Suffrages exprimés       | Suffrages exprimés       | Suffrages exprimés       | 6 195        | 93,68        | 6 134       | 89,90       |
| Votes blancs             | Votes blancs             | Votes blancs             | Votes blancs             | 300          | 4,54         | 485         | 7,11        |
| Votes nuls               | Votes nuls               | Votes nuls               | Votes nuls               | 118          | 1,78         | 204         | 2,99        |
| Total                    | Total                    | Total                    | Total                    | 6 613        | 100          | 6 823       | 100         |
| Abstention               | Abstention               | Abstention               | Abstention               | 15 060       | 69,49        | 14 854      | 68,52       |
| Inscrits / participation | Inscrits / participation | Inscrits / participation | Inscrits / participation | 21 673       | 30,51        | 21 677      | 31,48       |

### Canton de Châlons-en-Champagne-1
| Candidats                | Candidats                | Partis                   | Nuance                   | Premier tour | Premier tour | Second tour | Second tour |
| Candidats                | Candidats                | Partis                   | Nuance                   | Voix         | %            | Voix        | %           |
| ------------------------ | ------------------------ | ------------------------ | ------------------------ | ------------ | ------------ | ----------- | ----------- |
|                          | Rudy Namur               | PS                       | UGE                      | 1 356        | 35,46        | 2 518       | 65,40       |
|                          | Khira Taam               | DVG                      | UGE                      | 1 356        | 35,46        | 2 518       | 65,40       |
|                          | Thierry Besson           | RN                       | RN                       | 1 025        | 26,80        | 1 332       | 34,60       |
|                          | Christine Halin          | RN                       | RN                       | 1 025        | 26,80        | 1 332       | 34,60       |
|                          | Paulo Dias               | LR                       | LR                       | 952          | 24,90        |             |             |
|                          | Fatima Djemaï            | LR                       | LR                       | 952          | 24,90        |             |             |
|                          | Servane Francart         | PCF                      | COM                      | 491          | 12,84        |             |             |
|                          | Didier Lasauzay          | GDS                      | COM                      | 491          | 12,84        |             |             |
|                          |                          |                          |                          |              |              |             |             |
| Suffrages exprimés       | Suffrages exprimés       | Suffrages exprimés       | Suffrages exprimés       | 6 195        | 93,68        | 6 134       | 89,90       |
| Votes blancs             | Votes blancs             | Votes blancs             | Votes blancs             | 300          | 4,54         | 485         | 7,11        |
| Votes nuls               | Votes nuls               | Votes nuls               | Votes nuls               | 118          | 1,78         | 204         | 2,99        |
| Total                    | Total                    | Total                    | Total                    | 6 613        | 100          | 6 823       | 100         |
| Abstention               | Abstention               | Abstention               | Abstention               | 15 060       | 69,49        | 14 854      | 68,52       |
| Inscrits / participation | Inscrits / participation | Inscrits / participation | Inscrits / participation | 21 673       | 30,51        | 21 677      | 31,48       |

### Canton de Châlons-en-Champagne-2
| Candidats                | Candidats                | Partis                   | Nuance                   | Premier tour | Premier tour | Second tour | Second tour |
| Candidats                | Candidats                | Partis                   | Nuance                   | Voix         | %            | Voix        | %           |
| ------------------------ | ------------------------ | ------------------------ | ------------------------ | ------------ | ------------ | ----------- | ----------- |
|                          | Jean-Louis Devaux        | LR                       | LR                       | 2 137        | 47,15        | 3 179       | 72,12       |
|                          | Sabine Galicher          | LR                       | LR                       | 2 137        | 47,15        | 3 179       | 72,12       |
|                          | Jessica Derosiers        | RN                       | RN                       | 1 099        | 24,25        | 1 229       | 27,88       |
|                          | Laurent Diouris          | RN                       | RN                       | 1 099        | 24,25        | 1 229       | 27,88       |
|                          | Georges Castillo         | DVG                      | UG                       | 692          | 15,27        |             |             |
|                          | Agnès Guyot              | LFI                      | UG                       | 692          | 15,27        |             |             |
|                          | Emmanuelle Moissonnier   | PCF                      | COM                      | 604          | 13,33        |             |             |
|                          | Francis Roy              | PCF                      | COM                      | 604          | 13,33        |             |             |
|                          |                          |                          |                          |              |              |             |             |
| Suffrages exprimés       | Suffrages exprimés       | Suffrages exprimés       | Suffrages exprimés       | 4 532        | 95,71        | 4 408       | 90,94       |
| Votes blancs             | Votes blancs             | Votes blancs             | Votes blancs             | 133          | 2,81         | 295         | 6,09        |
| Votes nuls               | Votes nuls               | Votes nuls               | Votes nuls               | 70           | 1,48         | 144         | 2,97        |
| Total                    | Total                    | Total                    | Total                    | 4 735        | 100          | 4 847       | 100         |
| Abstention               | Abstention               | Abstention               | Abstention               | 10 450       | 68,82        | 10 327      | 68,06       |
| Inscrits / participation | Inscrits / participation | Inscrits / participation | Inscrits / participation | 15 185       | 31,18        | 15 174      | 31,94       |

### Canton de Châlons-en-Champagne-3
| Candidats                | Candidats                | Partis                   | Nuance                   | Premier tour | Premier tour | Second tour | Second tour |
| Candidats                | Candidats                | Partis                   | Nuance                   | Voix         | %            | Voix        | %           |
| ------------------------ | ------------------------ | ------------------------ | ------------------------ | ------------ | ------------ | ----------- | ----------- |
|                          | Frédérique Schulthess    | UDI                      | UCD                      | 2 783        | 55,01        | 3 543       | 70,75       |
|                          | Julien Valentin          | LR                       | UCD                      | 2 783        | 55,01        | 3 543       | 70,75       |
|                          | Nathalie Buzot           | RN                       | RN                       | 1 413        | 27,93        | 1 465       | 29,25       |
|                          | Xavier Godwin            | RN                       | RN                       | 1 413        | 27,93        | 1 465       | 29,25       |
|                          | Zvonimir Jancar          | PCF                      | COM                      | 863          | 17,06        |             |             |
|                          | Sylvie Lagille           | PCF                      | COM                      | 863          | 17,06        |             |             |
|                          |                          |                          |                          |              |              |             |             |
| Suffrages exprimés       | Suffrages exprimés       | Suffrages exprimés       | Suffrages exprimés       | 5 059        | 95,43        | 5 008       | 92,54       |
| Votes blancs             | Votes blancs             | Votes blancs             | Votes blancs             | 152          | 2,87         | 271         | 5,01        |
| Votes nuls               | Votes nuls               | Votes nuls               | Votes nuls               | 90           | 1,70         | 133         | 2,46        |
| Total                    | Total                    | Total                    | Total                    | 5 301        | 100          | 5 412       | 100         |
| Abstention               | Abstention               | Abstention               | Abstention               | 11 298       | 68,06        | 11 190      | 67,40       |
| Inscrits / participation | Inscrits / participation | Inscrits / participation | Inscrits / participation | 16 599       | 31,94        | 16 602      | 32,60       |

### Canton de Dormans-Paysages de Champagne
| Candidats                | Candidats                | Partis                   | Nuance                   | Premier tour | Premier tour | Second tour | Second tour |
| Candidats                | Candidats                | Partis                   | Nuance                   | Voix         | %            | Voix        | %           |
| ------------------------ | ------------------------ | ------------------------ | ------------------------ | ------------ | ------------ | ----------- | ----------- |
|                          | Christian Bruyen         | DVD                      | UCD                      | 3 336        | 55,31        | 3 943       | 68,40       |
|                          | Maryline Vuiblet         | DVC                      | UCD                      | 3 336        | 55,31        | 3 943       | 68,40       |
|                          | Antoine Skafar           | RN                       | RN                       | 1 829        | 30,32        | 1 822       | 31,60       |
|                          | Gabrielle Vidal          | RN                       | RN                       | 1 829        | 30,32        | 1 822       | 31,60       |
|                          | Véronique Dupont         | EÉLV                     | UGE                      | 867          | 14,37        |             |             |
|                          | Victorien Pâté           | LFI                      | UGE                      | 867          | 14,37        |             |             |
|                          |                          |                          |                          |              |              |             |             |
| Suffrages exprimés       | Suffrages exprimés       | Suffrages exprimés       | Suffrages exprimés       | 6 032        | 94,93        | 5 765       | 92,95       |
| Votes blancs             | Votes blancs             | Votes blancs             | Votes blancs             | 216          | 3,40         | 335         | 5,40        |
| Votes nuls               | Votes nuls               | Votes nuls               | Votes nuls               | 106          | 1,67         | 102         | 1,64        |
| Total                    | Total                    | Total                    | Total                    | 6 354        | 100          | 6 202       | 100         |
| Abstention               | Abstention               | Abstention               | Abstention               | 12 303       | 65,94        | 12 455      | 66,76       |
| Inscrits / participation | Inscrits / participation | Inscrits / participation | Inscrits / participation | 18 657       | 34,06        | 18 657      | 33,24       |

### Canton d'Épernay-1
| Candidats                | Candidats                | Partis                   | Nuance                   | Premier tour | Premier tour | Second tour | Second tour |
| Candidats                | Candidats                | Partis                   | Nuance                   | Voix         | %            | Voix        | %           |
| ------------------------ | ------------------------ | ------------------------ | ------------------------ | ------------ | ------------ | ----------- | ----------- |
|                          | Jonathan Rodrigues       | UDI                      | UCD                      | 1 866        | 38,23        | 3 280       | 68,50       |
|                          | Véronique Rondelli-Luc   | DVC                      | UCD                      | 1 866        | 38,23        | 3 280       | 68,50       |
|                          | Dominique Bureau         | RN                       | RN                       | 1 260        | 25,81        | 1 508       | 31,50       |
|                          | Marjolaine Serror        | RN                       | RN                       | 1 260        | 25,81        | 1 508       | 31,50       |
|                          | Marie-Christine Bression | PS                       | DVG                      | 917          | 18,79        |             |             |
|                          | Antoine Humbert          | DVG                      | DVG                      | 917          | 18,79        |             |             |
|                          | Chantal Berthelemy       | DVG                      | COM                      | 838          | 17,17        |             |             |
|                          | Pierre Martinet          | PCF                      | COM                      | 838          | 17,17        |             |             |
|                          |                          |                          |                          |              |              |             |             |
| Suffrages exprimés       | Suffrages exprimés       | Suffrages exprimés       | Suffrages exprimés       | 4 881        | 38,23        | 4 788       | 90,82       |
| Votes blancs             | Votes blancs             | Votes blancs             | Votes blancs             | 161          | 3,16         | 353         | 6,70        |
| Votes nuls               | Votes nuls               | Votes nuls               | Votes nuls               | 59           | 1,16         | 131         | 2,48        |
| Total                    | Total                    | Total                    | Total                    | 5 101        | 100          | 5 272       | 100         |
| Abstention               | Abstention               | Abstention               | Abstention               | 13 894       | 73,15        | 13 736      | 72,26       |
| Inscrits / participation | Inscrits / participation | Inscrits / participation | Inscrits / participation | 18 995       | 26,85        | 19 008      | 27,75       |

### Canton d'Épernay-2
| Candidats                | Candidats                | Partis                   | Nuance                   | Premier tour | Premier tour | Second tour | Second tour |
| Candidats                | Candidats                | Partis                   | Nuance                   | Voix         | %            | Voix        | %           |
| ------------------------ | ------------------------ | ------------------------ | ------------------------ | ------------ | ------------ | ----------- | ----------- |
|                          | Martine Boutillat        | DVD                      | UCD                      | 2 385        | 51,95        | 3 023       | 68,63       |
|                          | Benoît Moittié           | LR                       | UCD                      | 2 385        | 51,95        | 3 023       | 68,63       |
|                          | Cindy Demange            | RN                       | RN                       | 1 316        | 28,66        | 1 382       | 31,37       |
|                          | Romain Tissier           | RN                       | RN                       | 1 316        | 28,66        | 1 382       | 31,37       |
|                          | Denis Mathieu            | LFI                      | UG                       | 890          | 19,39        |             |             |
|                          | Corinne Poussin          | PCF                      | UG                       | 890          | 19,39        |             |             |
|                          |                          |                          |                          |              |              |             |             |
| Suffrages exprimés       | Suffrages exprimés       | Suffrages exprimés       | Suffrages exprimés       | 4 591        | 94,56        | 4 405       | 91,56       |
| Votes blancs             | Votes blancs             | Votes blancs             | Votes blancs             | 209          | 4,30         | 344         | 7,15        |
| Votes nuls               | Votes nuls               | Votes nuls               | Votes nuls               | 55           | 1,13         | 62          | 1,29        |
| Total                    | Total                    | Total                    | Total                    | 4 855        | 100          | 4 811       | 100         |
| Abstention               | Abstention               | Abstention               | Abstention               | 13 724       | 73,87        | 13 770      | 74,11       |
| Inscrits / participation | Inscrits / participation | Inscrits / participation | Inscrits / participation | 18 579       | 26,13        | 18 581      | 25,89       |

### Canton de Fismes-Montagne de Reims
| Candidats                | Candidats                | Partis                   | Nuance                   | Premier tour | Premier tour | Second tour | Second tour |
| Candidats                | Candidats                | Partis                   | Nuance                   | Voix         | %            | Voix        | %           |
| ------------------------ | ------------------------ | ------------------------ | ------------------------ | ------------ | ------------ | ----------- | ----------- |
|                          | Cécile Conreau           | LR                       | LR                       | 3 219        | 48,01        | 4 667       | 71,23       |
|                          | Philippe Salmon          | LR                       | LR                       | 3 219        | 48,01        | 4 667       | 71,23       |
|                          | Jennifer Marc            | RN                       | RN                       | 1 863        | 27,79        | 1 885       | 28,77       |
|                          | Freddy Périn             | RN                       | RN                       | 1 863        | 27,79        | 1 885       | 28,77       |
|                          | Laurence Delvincourt     | DVG                      | DVG                      | 1 623        | 24,21        |             |             |
|                          | Éric Joris               | DVG                      | DVG                      | 1 623        | 24,21        |             |             |
|                          |                          |                          |                          |              |              |             |             |
| Suffrages exprimés       | Suffrages exprimés       | Suffrages exprimés       | Suffrages exprimés       | 6 705        | 96,45        | 6 552       | 93,56       |
| Votes blancs             | Votes blancs             | Votes blancs             | Votes blancs             | 176          | 2,53         | 333         | 4,76        |
| Votes nuls               | Votes nuls               | Votes nuls               | Votes nuls               | 71           | 1,02         | 118         | 1,68        |
| Total                    | Total                    | Total                    | Total                    | 6 952        | 100          | 7 003       | 100         |
| Abstention               | Abstention               | Abstention               | Abstention               | 13 898       | 66,66        | 13 853      | 66,42       |
| Inscrits / participation | Inscrits / participation | Inscrits / participation | Inscrits / participation | 20 850       | 33,34        | 20 856      | 33,58       |

### Canton de Mourmelon-Vesle et Monts de Champagne
| Candidats                | Candidats                | Partis                   | Nuance                   | Premier tour | Premier tour | Deuxième tour | Deuxième tour |
| Candidats                | Candidats                | Partis                   | Nuance                   | Voix         | %            | Voix          | %             |
| ------------------------ | ------------------------ | ------------------------ | ------------------------ | ------------ | ------------ | ------------- | ------------- |
|                          | Sylvie Gérard-Maizières  | DVD                      | DVD                      | 3 388        | 66,71        | 3 443         | 68,23         |
|                          | Alphonse Schwein         | LR                       | DVD                      | 3 388        | 66,71        | 3 443         | 68,23         |
|                          | Georgina Bazin           | RN                       | RN                       | 1 691        | 33,29        | 1 603         | 31,77         |
|                          | Christophe Morieux       | RN                       | RN                       | 1 691        | 33,29        | 1 603         | 31,77         |
|                          |                          |                          |                          |              |              |               |               |
| Suffrages exprimés       | Suffrages exprimés       | Suffrages exprimés       | Suffrages exprimés       | 5 079        | 93,26        | 5 046         | 95,08         |
| Votes blancs             | Votes blancs             | Votes blancs             | Votes blancs             | 264          | 4,85         | 193           | 3,64          |
| Votes nuls               | Votes nuls               | Votes nuls               | Votes nuls               | 103          | 1,89         | 68            | 1,28          |
| Total                    | Total                    | Total                    | Total                    | 5 446        | 100          | 5 307         | 1000          |
| Abstention               | Abstention               | Abstention               | Abstention               | 12 282       | 69,28        | 12 430        | 70,08         |
| Inscrits / participation | Inscrits / participation | Inscrits / participation | Inscrits / participation | 17 728       | 30,72        | 17 737        | 29,92         |

### Canton de Reims-1
| Candidats                | Candidats                | Partis                   | Nuance                   | Premier tour | Premier tour | Second tour | Second tour |
| Candidats                | Candidats                | Partis                   | Nuance                   | Voix         | %            | Voix        | %           |
| ------------------------ | ------------------------ | ------------------------ | ------------------------ | ------------ | ------------ | ----------- | ----------- |
|                          | Stéphane Lang            | LR                       | UCD                      | 2 769        | 61,86        | 3 236       | 70,98       |
|                          | Fanny Lévy               | ÉCO                      | UCD                      | 2 769        | 61,86        | 3 236       | 70,98       |
|                          | Évelyne Bourgoin         | EÉLV                     | UGE                      | 1 113        | 24,87        | 1 323       | 29,02       |
|                          | Jérémy Stark             | PS                       | UGE                      | 1 113        | 24,87        | 1 323       | 29,02       |
|                          | Hafida Incatasciato      | DVC                      | UC                       | 594          | 13,27        |             |             |
|                          | Peter Lenfant            | LREM                     | UC                       | 594          | 13,27        |             |             |
|                          |                          |                          |                          |              |              |             |             |
| Suffrages exprimés       | Suffrages exprimés       | Suffrages exprimés       | Suffrages exprimés       | 4 476        | 95,68        | 4 559       | 95,44       |
| Votes blancs             | Votes blancs             | Votes blancs             | Votes blancs             | 136          | 2,91         | 147         | 3,08        |
| Votes nuls               | Votes nuls               | Votes nuls               | Votes nuls               | 66           | 1,41         | 71          | 1 49        |
| Total                    | Total                    | Total                    | Total                    | 4 678        | 100          | 4 777       | 100         |
| Abstention               | Abstention               | Abstention               | Abstention               | 10 736       | 69,65        | 10 637      | 69,01       |
| Inscrits / participation | Inscrits / participation | Inscrits / participation | Inscrits / participation | 15 414       | 30,35        | 15 414      | 30,99       |

### Canton de Reims-2
| Candidats                | Candidats                | Partis                   | Nuance                   | Premier tour | Premier tour | Second tour | Second tour |
| Candidats                | Candidats                | Partis                   | Nuance                   | Voix         | %            | Voix        | %           |
| ------------------------ | ------------------------ | ------------------------ | ------------------------ | ------------ | ------------ | ----------- | ----------- |
|                          | Christine Franzin        | LR                       | UD                       | 737          | 33,20        | 1 555       | 68,93       |
|                          | Claude Gachet            | DVD                      | UD                       | 737          | 33,20        | 1 555       | 68,93       |
|                          | Dominique Godbillion     | RN                       | RN                       | 652          | 29,37        | 701         | 31,07       |
|                          | Julie Peixoto            | RN                       | RN                       | 652          | 29,37        | 701         | 31,07       |
|                          | Julien Asasi             | EÉLV                     | UG                       | 598          | 26,94        |             |             |
|                          | Hadhoum Belaredj-Tunc    | GRS                      | UG                       | 598          | 26,94        |             |             |
|                          | Christian Bondza         | PS                       | SOC                      | 233          | 10,50        |             |             |
|                          | Nathalie Malmberg        | PS                       | SOC                      | 233          | 10,50        |             |             |
|                          |                          |                          |                          |              |              |             |             |
| Suffrages exprimés       | Suffrages exprimés       | Suffrages exprimés       | Suffrages exprimés       | 2 220        | 97,37        | 2 256       | 91,48       |
| Votes blancs             | Votes blancs             | Votes blancs             | Votes blancs             | 36           | 1,58         | 142         | 5,76        |
| Votes nuls               | Votes nuls               | Votes nuls               | Votes nuls               | 24           | 1,05         | 68          | 2,76        |
| Total                    | Total                    | Total                    | Total                    | 2 280        | 100          | 2 466       | 100         |
| Abstention               | Abstention               | Abstention               | Abstention               | 9 272        | 80,26        | 9 086       | 78,65       |
| Inscrits / participation | Inscrits / participation | Inscrits / participation | Inscrits / participation | 11 552       | 19,74        | 11 552      | 21,35       |

### Canton de Reims-3
| Candidats                | Candidats                 | Partis                   | Nuance                   | Premier tour | Premier tour | Second tour | Second tour |
| Candidats                | Candidats                 | Partis                   | Nuance                   | Voix         | %            | Voix        | %           |
| ------------------------ | ------------------------- | ------------------------ | ------------------------ | ------------ | ------------ | ----------- | ----------- |
|                          | Kim Duntze                | LR                       | UCD                      | 721          | 36,25        | 1 155       | 57,92       |
|                          | Charles Germain           | DVD                      | UCD                      | 721          | 36,25        | 1 155       | 57,92       |
|                          | Sadhia Idami              | DVG                      | UGE                      | 459          | 23,08        | 839         | 42,08       |
|                          | Albain Tchignoumba-Boumba | PS                       | UGE                      | 459          | 23,08        | 839         | 42,08       |
|                          | Madeleine Griffin         | RN                       | RN                       | 442          | 22,22        |             |             |
|                          | Jean-Claude Philipot      | RN                       | RN                       | 442          | 22,22        |             |             |
|                          | Ahmed Brahim              | SE                       | DIV                      | 259          | 13,02        |             |             |
|                          | Claire Locquard           | SE                       | DIV                      | 259          | 13,02        |             |             |
|                          | Rachid Alaoui             | LFI                      | DVG                      | 108          | 5,43         |             |             |
|                          | Eva Mourit                | DVG                      | DVG                      | 108          | 5,43         |             |             |
|                          |                           |                          |                          |              |              |             |             |
| Suffrages exprimés       | Suffrages exprimés        | Suffrages exprimés       | Suffrages exprimés       | 1 989        | 98,03        | 1 994       | 93,53       |
| Votes blancs             | Votes blancs              | Votes blancs             | Votes blancs             | 22           | 1,08         | 84          | 3,94        |
| Votes nuls               | Votes nuls                | Votes nuls               | Votes nuls               | 18           | 0,89         | 54          | 2,53        |
| Total                    | Total                     | Total                    | Total                    | 2 029        | 100          | 2 132       | 100         |
| Abstention               | Abstention                | Abstention               | Abstention               | 8 914        | 81,46        | 8 811       | 80,52       |
| Inscrits / participation | Inscrits / participation  | Inscrits / participation | Inscrits / participation | 10 943       | 18,54        | 10 943      | 19,48       |

### Canton de Reims-4
| Candidats                | Candidats                | Partis                   | Nuance                   | Premier tour | Premier tour | Second tour | Second tour |
| Candidats                | Candidats                | Partis                   | Nuance                   | Voix         | %            | Voix        | %           |
| ------------------------ | ------------------------ | ------------------------ | ------------------------ | ------------ | ------------ | ----------- | ----------- |
|                          | Jean-Pierre Fortuné      | LR                       | DVD                      | 2 746        | 62,54        | 3 155       | 70,80       |
|                          | Juliette Sygut           | DVD                      | DVD                      | 2 746        | 62,54        | 3 155       | 70,80       |
|                          | Sandrine Leroy           | PCF                      | UG                       | 1 089        | 24,80        | 1 301       | 29,20       |
|                          | Stéphane Pirouelle       | LFI                      | UG                       | 1 089        | 24,80        | 1 301       | 29,20       |
|                          | Christiane Bône          | LP                       | DIV                      | 556          | 12,66        |             |             |
|                          | Corentin Dejoie          | LP                       | DIV                      | 556          | 12,66        |             |             |
|                          |                          |                          |                          |              |              |             |             |
| Suffrages exprimés       | Suffrages exprimés       | Suffrages exprimés       | Suffrages exprimés       | 4 391        | 95,35        | 4 456       | 93,73       |
| Votes blancs             | Votes blancs             | Votes blancs             | Votes blancs             | 146          | 3,17         | 211         | 4,44        |
| Votes nuls               | Votes nuls               | Votes nuls               | Votes nuls               | 68           | 1,48         | 87          | 1,83        |
| Total                    | Total                    | Total                    | Total                    | 4 605        | 100          | 4 754       | 100         |
| Abstention               | Abstention               | Abstention               | Abstention               | 12 265       | 72,70        | 12 118      | 71,82       |
| Inscrits / participation | Inscrits / participation | Inscrits / participation | Inscrits / participation | 16 870       | 27,30        | 16 872      | 28,18       |

### Canton de Reims-5
| Candidats                | Candidats                 | Partis                   | Nuance                   | Premier tour | Premier tour | Second tour | Second tour |
| Candidats                | Candidats                 | Partis                   | Nuance                   | Voix         | %            | Voix        | %           |
| ------------------------ | ------------------------- | ------------------------ | ------------------------ | ------------ | ------------ | ----------- | ----------- |
|                          | Raphaël Blanchard         | LR                       | LR                       | 1 211        | 35,67        | 2 480       | 69,16       |
|                          | Marie-Thérèse Simonet     | LR                       | LR                       | 1 211        | 35,67        | 2 480       | 69,16       |
|                          | Dominique Landmann        | RN                       | RN                       | 878          | 25,86        | 1 106       | 30,84       |
|                          | Elisabeth Vandendriessche | RN                       | RN                       | 878          | 25,86        | 1 106       | 30,84       |
|                          | Michel Duval              | LFI                      | UG                       | 738          | 21,74        |             |             |
|                          | Lila Khechache            | G.s                      | UG                       | 738          | 21,74        |             |             |
|                          | Corinne Clément           | SE                       | DIV                      | 333          | 9,81         |             |             |
|                          | Nicolas Saingery          | SE                       | DIV                      | 333          | 9,81         |             |             |
|                          | David Dubois              | DVD                      | DVD                      | 235          | 6,92         |             |             |
|                          | Amélie Savart             | UDI                      | DVD                      | 235          | 6,92         |             |             |
|                          |                           |                          |                          |              |              |             |             |
| Suffrages exprimés       | Suffrages exprimés        | Suffrages exprimés       | Suffrages exprimés       | 3 395        | 95,71        | 3 586       | 92,93       |
| Votes blancs             | Votes blancs              | Votes blancs             | Votes blancs             | 106          | 2,99         | 202         | 5,23        |
| Votes nuls               | Votes nuls                | Votes nuls               | Votes nuls               | 46           | 1,30         | 71          | 1,84        |
| Total                    | Total                     | Total                    | Total                    | 3 547        | 100          | 3 859       | 100         |
| Abstention               | Abstention                | Abstention               | Abstention               | 12 634       | 78,08        | 12 322      | 76,15       |
| Inscrits / participation | Inscrits / participation  | Inscrits / participation | Inscrits / participation | 16 181       | 21,92        | 16 181      | 23,85       |

### Canton de Reims-6
| Candidats                | Candidats                | Partis                   | Nuance                   | Premier tour | Premier tour | Second tour | Second tour |
| Candidats                | Candidats                | Partis                   | Nuance                   | Voix         | %            | Voix        | %           |
| ------------------------ | ------------------------ | ------------------------ | ------------------------ | ------------ | ------------ | ----------- | ----------- |
|                          | Marie Depaquy            | UDI                      | UDI                      | 1 311        | 40,84        | 1 987       | 60,34       |
|                          | Mario Rossi              | UDI                      | UDI                      | 1 311        | 40,84        | 1 987       | 60,34       |
|                          | Virginie Ehrbahn         | EÉLV                     | ECO                      | 1 044        | 32,52        | 1 306       | 39,66       |
|                          | Léo Charlie Tyburce      | EÉLV                     | ECO                      | 1 044        | 32,52        | 1 306       | 39,66       |
|                          | Bernard Ducrot           | RN                       | RN                       | 699          | 21,78        |             |             |
|                          | Jessica Gressier         | RN                       | RN                       | 699          | 21,78        |             |             |
|                          | Aude Debloos             | DVD                      | DIV                      | 156          | 4,86         |             |             |
|                          | Steeve Lenglet           | LR                       | DIV                      | 156          | 4,86         |             |             |
|                          |                          |                          |                          |              |              |             |             |
| Suffrages exprimés       | Suffrages exprimés       | Suffrages exprimés       | Suffrages exprimés       | 3 210        | 97,04        | 3 293       | 93,63       |
| Votes blancs             | Votes blancs             | Votes blancs             | Votes blancs             | 60           | 1,81         | 133         | 3,78        |
| Votes nuls               | Votes nuls               | Votes nuls               | Votes nuls               | 38           | 1,15         | 91          | 2,59        |
| Total                    | Total                    | Total                    | Total                    | 3 308        | 100          | 3 517       | 100         |
| Abstention               | Abstention               | Abstention               | Abstention               | 11 323       | 77,39        | 11 114      | 75,96       |
| Inscrits / participation | Inscrits / participation | Inscrits / participation | Inscrits / participation | 14 631       | 22,61        | 14 631      | 24,04       |

### Canton de Reims-7
| Candidats                | Candidats                | Partis                   | Nuance                   | Premier tour | Premier tour | Second tour | Second tour |
| Candidats                | Candidats                | Partis                   | Nuance                   | Voix         | %            | Voix        | %           |
| ------------------------ | ------------------------ | ------------------------ | ------------------------ | ------------ | ------------ | ----------- | ----------- |
|                          | Laure Miller             | LR                       | UCD                      | 1 350        | 40,82        | 2 069       | 62,75       |
|                          | Vincent Verstraete       | UDI                      | UCD                      | 1 350        | 40,82        | 2 069       | 62,75       |
|                          | Cédric Lattuada          | PCF                      | UG                       | 890          | 26,91        | 1 228       | 37,25       |
|                          | Jocelyne Potier          | G.s                      | UG                       | 890          | 26,91        | 1 228       | 37,25       |
|                          | Damien Baudette          | RN                       | RN                       | 717          | 21,68        |             |             |
|                          | Béatrice Luttun          | RN                       | RN                       | 717          | 21,68        |             |             |
|                          | Lahoucine Lachehab       | DVG                      | DVG                      | 350          | 10,58        |             |             |
|                          | Zara Pince               | DVG                      | DVG                      | 350          | 10,58        |             |             |
|                          |                          |                          |                          |              |              |             |             |
| Suffrages exprimés       | Suffrages exprimés       | Suffrages exprimés       | Suffrages exprimés       | 3 307        | 97,38        | 3 297       | 92,38       |
| Votes blancs             | Votes blancs             | Votes blancs             | Votes blancs             | 58           | 1,71         | 165         | 4,62        |
| Votes nuls               | Votes nuls               | Votes nuls               | Votes nuls               | 31           | 0,91         | 107         | 3,00        |
| Total                    | Total                    | Total                    | Total                    | 3 396        | 100          | 3 569       | 100         |
| Abstention               | Abstention               | Abstention               | Abstention               | 12 425       | 78,53        | 12 252      | 77,44       |
| Inscrits / participation | Inscrits / participation | Inscrits / participation | Inscrits / participation | 15 821       | 21,47        | 15 821      | 22,56       |

### Canton de Reims-8
| Candidats                | Candidats                | Partis                   | Nuance                   | Premier tour | Premier tour | Second tour | Second tour |
| Candidats                | Candidats                | Partis                   | Nuance                   | Voix         | %            | Voix        | %           |
| ------------------------ | ------------------------ | ------------------------ | ------------------------ | ------------ | ------------ | ----------- | ----------- |
|                          | Marie-Noëlle Gabet       | DVG                      | DIV                      | 1 759        | 46,93        | 2 290       | 54,15       |
|                          | Jean Marx                | DVG                      | DIV                      | 1 759        | 46,93        | 2 290       | 54,15       |
|                          | Patrick Bedek            | DVD                      | DVD                      | 1 439        | 38,39        | 1 939       | 45,85       |
|                          | Stéfana Vuibert          | DVD                      | DVD                      | 1 439        | 38,39        | 1 939       | 45,85       |
|                          | Zabbaou Liman            | DVG                      | DVG                      | 550          | 14,67        |             |             |
|                          | Jean-Louis Rumério       | DVG                      | DVG                      | 550          | 14,67        |             |             |
|                          |                          |                          |                          |              |              |             |             |
| Suffrages exprimés       | Suffrages exprimés       | Suffrages exprimés       | Suffrages exprimés       | 3 748        | 93,96        | 4 229       | 93,05       |
| Votes blancs             | Votes blancs             | Votes blancs             | Votes blancs             | 174          | 4,36         | 212         | 4,66        |
| Votes nuls               | Votes nuls               | Votes nuls               | Votes nuls               | 67           | 1,68         | 104         | 2,29        |
| Total                    | Total                    | Total                    | Total                    | 3 989        | 100          | 4 545       | 100         |
| Abstention               | Abstention               | Abstention               | Abstention               | 11 000       | 73,39        | 10 446      | 69,68       |
| Inscrits / participation | Inscrits / participation | Inscrits / participation | Inscrits / participation | 14 989       | 26,61        | 14 991      | 30,32       |

### Canton de Reims-9
| Candidats                | Candidats                | Partis                   | Nuance                   | Premier tour | Premier tour | Second tour | Second tour |
| Candidats                | Candidats                | Partis                   | Nuance                   | Voix         | %            | Voix        | %           |
| ------------------------ | ------------------------ | ------------------------ | ------------------------ | ------------ | ------------ | ----------- | ----------- |
|                          | Marie-Thérèse Picot      | LR                       | DVD                      | 1 199        | 45,09        | 1 735       | 63,60       |
|                          | Jean-Marc Roze           | DVD                      | DVD                      | 1 199        | 45,09        | 1 735       | 63,60       |
|                          | Benoît Deliere           | EÉLV                     | UGE                      | 841          | 31,63        | 993         | 36,40       |
|                          | Valérie Maltot           | LFI                      | UGE                      | 841          | 31,63        | 993         | 36,40       |
|                          | Roger Griffin            | RN                       | RN                       | 619          | 23,28        |             |             |
|                          | Sylvie Ladroye           | RN                       | RN                       | 619          | 23,28        |             |             |
|                          |                          |                          |                          |              |              |             |             |
| Suffrages exprimés       | Suffrages exprimés       | Suffrages exprimés       | Suffrages exprimés       | 2 659        | 96,87        | 2 728       | 93,01       |
| Votes blancs             | Votes blancs             | Votes blancs             | Votes blancs             | 60           | 2,19         | 135         | 4,60        |
| Votes nuls               | Votes nuls               | Votes nuls               | Votes nuls               | 26           | 0,95         | 70          | 2,39        |
| Total                    | Total                    | Total                    | Total                    | 2 745        | 100          | 2 933       | 100         |
| Abstention               | Abstention               | Abstention               | Abstention               | 9 885        | 78,27        | 9 697       | 76,78       |
| Inscrits / participation | Inscrits / participation | Inscrits / participation | Inscrits / participation | 12 630       | 21,73        | 12 630      | 23,22       |

### Canton de Sermaize-les-Bains
| Candidats                | Candidats                | Partis                   | Nuance                   | Premier tour | Premier tour | Second tour | Second tour |
| Candidats                | Candidats                | Partis                   | Nuance                   | Voix         | %            | Voix        | %           |
| ------------------------ | ------------------------ | ------------------------ | ------------------------ | ------------ | ------------ | ----------- | ----------- |
|                          | Charles de Courson       | LC                       | UCD                      | 3 405        | 62,32        | 3 691       | 72,70       |
|                          | Florence Loiselet        | DVD                      | UCD                      | 3 405        | 62,32        | 3 691       | 72,70       |
|                          | Philippe Barruel         | RN                       | RN                       | 1 495        | 27,36        | 1 386       | 27,30       |
|                          | Margaux Bastien-Lanusse  | RN                       | RN                       | 1 495        | 27,36        | 1 386       | 27,30       |
|                          | Dominique Chailloux      | PCF                      | COM                      | 564          | 10,32        |             |             |
|                          | José Miceli              | PCF                      | COM                      | 564          | 10,32        |             |             |
|                          |                          |                          |                          |              |              |             |             |
| Suffrages exprimés       | Suffrages exprimés       | Suffrages exprimés       | Suffrages exprimés       | 5 464        | 96,35        | 5 077       | 95,77       |
| Votes blancs             | Votes blancs             | Votes blancs             | Votes blancs             | 134          | 2,36         | 156         | 2,94        |
| Votes nuls               | Votes nuls               | Votes nuls               | Votes nuls               | 73           | 1,29         | 68          | 1,28        |
| Total                    | Total                    | Total                    | Total                    | 5 671        | 100          | 5 301       | 100         |
| Abstention               | Abstention               | Abstention               | Abstention               | 10 164       | 64,19        | 10 546      | 66,55       |
| Inscrits / participation | Inscrits / participation | Inscrits / participation | Inscrits / participation | 15 835       | 35,81        | 15 847      | 33,45       |

### Canton de Sézanne-Brie et Champagne
| Candidats                | Candidats                | Partis                   | Nuance                   | Premier tour | Premier tour | Second tour | Second tour |
| Candidats                | Candidats                | Partis                   | Nuance                   | Voix         | %            | Voix        | %           |
| ------------------------ | ------------------------ | ------------------------ | ------------------------ | ------------ | ------------ | ----------- | ----------- |
|                          | Danielle Berat           | LR                       | UCD                      | 2 635        | 49,72        | 3 453       | 67,97       |
|                          | Cyril Laurent            | LR                       | UCD                      | 2 635        | 49,72        | 3 453       | 67,97       |
|                          | Nicolas Delannoy         | RN                       | RN                       | 1 390        | 26,23        | 1 627       | 32,03       |
|                          | Céline Stephan           | RN                       | RN                       | 1 390        | 26,23        | 1 627       | 32,03       |
|                          | Nathalie Mayance         | PCF                      | COM                      | 708          | 13,36        |             |             |
|                          | Jean-Marie Vivenot       | PCF                      | COM                      | 708          | 13,36        |             |             |
|                          | Thomas Adnot             | DVD                      | DVD                      | 567          | 10,7         |             |             |
|                          | Sandrine Vignot          | DVD                      | DVD                      | 567          | 10,7         |             |             |
|                          |                          |                          |                          |              |              |             |             |
| Suffrages exprimés       | Suffrages exprimés       | Suffrages exprimés       | Suffrages exprimés       | 5 300        | 95,70        | 5 080       | 93,02       |
| Votes blancs             | Votes blancs             | Votes blancs             | Votes blancs             | 148          | 2,67         | 275         | 5,04        |
| Votes nuls               | Votes nuls               | Votes nuls               | Votes nuls               | 90           | 1,63         | 106         | 1,94        |
| Total                    | Total                    | Total                    | Total                    | 5 538        | 100          | 5 461       | 100         |
| Abstention               | Abstention               | Abstention               | Abstention               | 10 455       | 65,37        | 10 532      | 65,85       |
| Inscrits / participation | Inscrits / participation | Inscrits / participation | Inscrits / participation | 15 993       | 34,63        | 15 993      | 34,15       |

### Canton de Vertus-Plaine Champenoise
| Candidats                | Candidats                | Partis                   | Nuance                   | Premier tour | Premier tour | Second tour | Second tour |
| Candidats                | Candidats                | Partis                   | Nuance                   | Voix         | %            | Voix        | %           |
| ------------------------ | ------------------------ | ------------------------ | ------------------------ | ------------ | ------------ | ----------- | ----------- |
|                          | Annie Coulon             | DVD                      | DVD                      | 3 228        | 56,22        | 3 679       | 67,62       |
|                          | Pascal Desautels         | UDI                      | DVD                      | 3 228        | 56,22        | 3 679       | 67,62       |
|                          | Sandrine Articlos        | RN                       | RN                       | 1 785        | 31,09        | 1 762       | 32,38       |
|                          | Jean-Louis Gouret        | RN                       | RN                       | 1 785        | 31,09        | 1 762       | 32,38       |
|                          | Serge Iseli              | PCF                      | COM                      | 729          | 12,7         |             |             |
|                          | Françoise Menuge         | PCF                      | COM                      | 729          | 12,7         |             |             |
|                          |                          |                          |                          |              |              |             |             |
| Suffrages exprimés       | Suffrages exprimés       | Suffrages exprimés       | Suffrages exprimés       | 5 742        | 95,35        | 5 441       | 93,92       |
| Votes blancs             | Votes blancs             | Votes blancs             | Votes blancs             | 195          | 3,24         | 282         | 4,87        |
| Votes nuls               | Votes nuls               | Votes nuls               | Votes nuls               | 85           | 1,41         | 70          | 1,21        |
| Total                    | Total                    | Total                    | Total                    | 6 022        | 100          | 5 793       | 100         |
| Abstention               | Abstention               | Abstention               | Abstention               | 11 375       | 65,38        | 11 619      | 66,73       |
| Inscrits / participation | Inscrits / participation | Inscrits / participation | Inscrits / participation | 17 397       | 34,62        | 17 412      | 33,27       |

### Canton de Vitry-le-François-Champagne et Der
| Candidats                | Candidats                | Partis                   | Nuance                   | Premier tour | Premier tour | Second tour | Second tour |
| Candidats                | Candidats                | Partis                   | Nuance                   | Voix         | %            | Voix        | %           |
| ------------------------ | ------------------------ | ------------------------ | ------------------------ | ------------ | ------------ | ----------- | ----------- |
|                          | René Mautrait            | LREM                     | UCG                      | 1 472        | 30,6         | 2 189       | 46,08       |
|                          | Catherine Vega           | PS                       | UCG                      | 1 472        | 30,6         | 2 189       | 46,08       |
|                          | Brigitte Hanse           | DVD                      | UCD                      | 1 223        | 25,43        | 2 561       | 53,92       |
|                          | Sébastien Mirgodin       | LC                       | UCD                      | 1 223        | 25,43        | 2 561       | 53,92       |
|                          | Amélie Claude            | RN                       | RN                       | 1 135        | 23,60        |             |             |
|                          | Pascal Erre              | RN                       | RN                       | 1 135        | 23,60        |             |             |
|                          | Lydie Festuot            | DVD                      | DIV                      | 694          | 14,43        |             |             |
|                          | Cyril Triolet            | DVD                      | DIV                      | 694          | 14,43        |             |             |
|                          | Gaëlle Chailloux         | PCF                      | COM                      | 286          | 5,95         |             |             |
|                          | Jean Duterte             | PCF                      | COM                      | 286          | 5,95         |             |             |
|                          |                          |                          |                          |              |              |             |             |
| Suffrages exprimés       | Suffrages exprimés       | Suffrages exprimés       | Suffrages exprimés       | 4 810        | 95,85        | 4 750       | 91,01       |
| Votes blancs             | Votes blancs             | Votes blancs             | Votes blancs             | 127          | 2,53         | 336         | 6,44        |
| Votes nuls               | Votes nuls               | Votes nuls               | Votes nuls               | 81           | 1,61         | 133         | 2,55        |
| Total                    | Total                    | Total                    | Total                    | 5 018        | 100          | 5 219       | 100         |
| Abstention               | Abstention               | Abstention               | Abstention               | 11 538       | 69,69        | 11 341      | 68,48       |
| Inscrits / participation | Inscrits / participation | Inscrits / participation | Inscrits / participation | 16 556       | 30,31        | 16 560      | 31,52       |